# Tommy Scheel

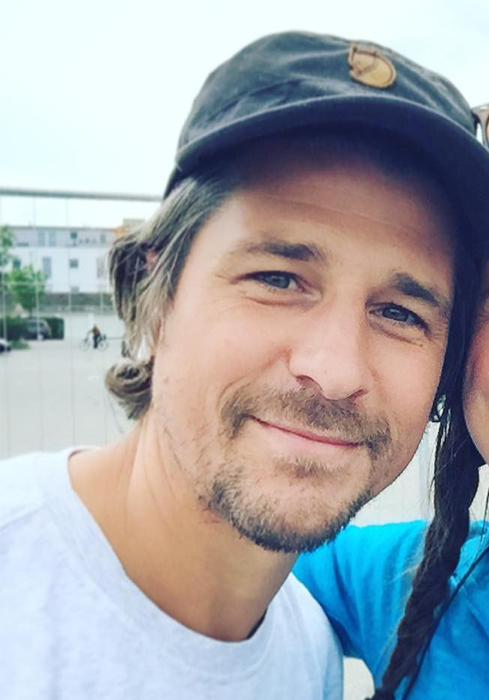
Tommy Scheel auf dem Foodtruck-Festival Fürstenfeldbruck (2018)

Tommy Scheel (* 1. Februar 1980 in Düsseldorf) ist ein deutscher Fernsehjournalist und -moderator.

## Werdegang
Scheel machte das Abitur im Jahr 2000 am Goethe-Gymnasium in Essen-Bredeney. Er studierte von 2002 bis 2006 in den Fächern Theaterwissenschaft und Romanistik an der Ruhr-Universität Bochum. Während des Studiums ging er mit einem Stipendium des Deutschen Akademischen Austauschdienstes im Rahmen des Europäischen Exzellenzprogramms für ein Jahr an die Universidad Complutense nach Madrid.
Nach dem Abschluss seines Studiums zum Bachelor of Arts ging Scheel 2006 nach München, um dort an der Bayerischen Akademie für Fernsehen ein einjähriges Vollzeitstudium im Fach Fernsehjournalismus zu absolvieren.
Neben seiner Tätigkeit als freier Autor und Redakteur für verschiedene TV-Produktionsfirmen in München arbeitete er zwischen 2007 und 2012 als Reporter für Wir in Bayern (BR), ML Mona Lisa (ZDF), bild.de, Punkt 12 (RTL), Die Johannes B. Kerner Show (Sat.1), FÜNF DINGE (Motorvision TV) und das Automagazin Turbo (Sport1). Außerdem war er 2011 und 2012 als Reporter für das Wissensmagazin Galileo (ProSieben) weltweit unterwegs. Für denselben Sender war er 2012 in der Live-Sendung Elton zockt - Live als Außenreporter im Einsatz.
Der Durchbruch gelang ihm schließlich bei dem TV-Sender DMAX, als er 2013 mit dem Reise-Format Eine Stadt, ein Tag, ein Mann seine erste eigene Sendung bekam. Seine Bereitschaft waghalsige und verrückte Dinge auszuprobieren, bescherte ihm nach zwei Staffeln schließlich beim selben Sender ein weiteres Format namens Der Hobbyist – Deutschland hat Freizeit, wo er 2013 und 2014, ebenfalls in zwei Staffeln, die außergewöhnlichsten Hobbys der Deutschen kennenlernte und ausprobierte.
2013 moderierte Scheel die vierteilige Gameshow Clash! Boom! Bang!, gemeinsam mit taff-Moderatorin Nela Pangy Lee am Samstagabend auf ProSieben.
Vor allem im Kinderfernsehen ist Tommy Scheel inzwischen tätig. Die Experimente-Show Checkpoint moderiert er seit 2014 im Auftrag des ZDF in der fünften Staffel für den KIKA.
Als Folge der Beliebtheit des Formats führte Scheel 2016 und 2018 jeweils durch eine 90-minütige Sondersendung mit Publikum, die ebenfalls auf KIKA ausgestrahlt wurde. Für die Sendung Checkpoint – Der große CO2 Battle wurde Scheel 2016 mit dem Goldenen Spatzen ausgezeichnet.
Für seine ZDF-Sendung Krasse Kolosse reiste der Moderator 2015 und 2016 um die Welt, um seinem TV-Publikum die größten Baumaschinen der Welt vorzustellen.
Für seine Abenteuer-Sendung Draußen Schlafen – Der Bettkampf, für die Tommy Scheel 2017 mit Jugendlichen im Auftrag des ZDF an außergewöhnlichen Orten unter teils extremen Bedingungen übernachtete, wurde er 2018 sowohl mit dem Goldenen Spatzen als auch mit dem Emil der Zeitschrift TV-Spielfilm ausgezeichnet.
Seit Ende 2017 führt Scheel als Nachfolger von Andreas Türck jeden Sonntag um 22:15 Uhr durch das Verbraucher-Magazin Abenteuer Leben am Sonntag auf Kabel eins. Außerdem vertritt er seine Kollegin Seraphina Kalze regelmäßig bei Abenteuer Leben täglich.
Seit 2019 ist Scheel das Live-Gesicht des Senders Kabel eins und führt zur Prime Time durch die Formate Bundespolizei LIVE und Notaufnahme LIVE.
Tommy Scheel ist verheiratet und lebt mit seiner Frau Susanne Scheel und seinen drei Kindern in München.

## Filmografie
TV-Formate:
- Kabel1 – Moderation: Notaufnahme LIVE (seit 2020)
- Kabel1 – Moderation: Bundespolizei LIVE (seit 2019)
- Kabel1 – Moderation: Abenteuer Leben am Sonntag (seit 2017)
- Kabel1 – Moderation: Abenteuer Leben täglich (seit 2019)
- ZDF / KIKA – Moderation: Checkpoint – die Experimenteshow (seit 2014)
- ZDF / KIKA – Moderation: Draußen Schlafen – der Bettkampf (seit 2017)
- ZDF / KIKA – Moderation: Checkpoint XXL – der große Digital Battle (2018)
- ZDF / KIKA – Moderation: Checkpoint XXL – der große CO2 Battle (2016)
- ZDF / KIKA – Moderation: Krasse Kolosse (2015 / 2016)
- DMAX – Moderation: Der Hobbyist – Deutschland hat Freizeit (2013 / 2014)
- DMAX – Moderation: Eine Stadt, ein Tag, ein Mann (2013)
- ProSieben – Moderation: Clash! Boom! Bang! (2013)
- ProSieben – Außenreporter: Elton zockt! (2013)
- ProSieben – Reporter im On: Galileo – das Wissensmagazin (2011 / 2012)
- Sat.1 – Reporter im On: Die Johannes B. Kerner Show (2011)
- Sport1 – Reporter im On: Die Turbo Reporter (2011)
- Sport1 – Reporter im On: Turbo – das Automagazin (2010 / 2011)
- RTL – Reporter im On: Punkt 12 (2009)
- ZDF – Reporter im On: Mona Lisa (2007 / 2008)
- BR – Reporter im On: Wir in Bayern (2007)

Podcasts:
- Tommy on the road - präsentiert von MAN (2019)

IP-TV Formate:
- Youtube-Channel MOTORVISION – Moderation: 5 Dinge (2012 / 2013)
- bild.de – Reporter im On(2008)
- bin BAF – Reporter im On: Tommy entdeckt (2007)
- Gastauftritte im TV:
- KIKA LIVE – Adventsshow (2018)
- ZDF / KIKA – Leider lustig (2017)
- KIKA – Allstars: Fußballspiel (2017)
- ZDF – Fernsehgarten (2016)
- ZDF – Fernsehgarten (2016)
- ZDF / KIKA – ELTON! (2016)
- ZDF / KIKA – 1,2 oder 3 (2015)
- ZDF – Volle Kanne (2014)
- ZDF / KIKA – WEB VS. PROMI (2014)